# Monocentris
Monocentris is een geslacht van straalvinnige vissen uit de familie van denappelvissen (Monocentridae). Het geslacht is voor het eerst wetenschappelijk beschreven in 1801 door Schneider.

## Soorten
- Monocentris japonica (Houttuyn, 1782)
- Monocentris neozelanicus (Powell, 1938)
- Monocentris reedi Schultz, 1956

Niet geaccepteerde soorten:
- Monocentris carinata Bloch & Schneider, 1801 geaccepteerd als Monocentris japonica (Houttuyn, 1782)
- Monocentris cataphracta (Thunberg, 1790) geaccepteerd als Monocentris japonica (Houttuyn, 1782)
- Monocentris japonicus (Houttuyn, 1782) geaccepteerd als Monocentris japonica (Houttuyn, 1782)